# Ctenotus superciliaris
Ctenotus superciliaris (гостробровий гребневухий сцинк) — вид сцинкоподібних ящірок родини сцинкових (Scincidae). Ендемік Австралії.

## Поширення й екологія
Гостроброві гребневухі сцинки мешкають у регіонах Пілбара й Кімберлі на півночі Західної Австралії, а також на півночі Північної Території. Вони живуть у пустелях, напівпустелях, на сухих луках і в саванах.